# 莫永贞

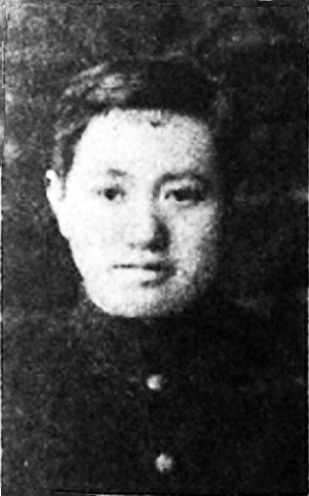
莫永貞

莫永貞（1877年—1928年），字伯衡，浙江省安吉县梅溪镇人。清朝及中华民国政治人物。

## 生平
清朝光绪二十九年（1903年）他中举人。后来他留学日本早稻田大学。在日本留学期间，他参加中国同盟会。宣统三年（1911年）他毕业归国，获授法科进士。
中华民国成立后，1912年1月，浙江省临时议会召开，他被推举为浙江省临时议会议长。1912年8月25日，国民党成立大会在北京湖广会馆举行，他被推举为参议。1913年，他任第一届浙江省议会议长，国民党浙江支部委员兼干部参议。1914年，中华民国大总统袁世凯命令解散各省议会，他联同18位议员致信浙江都督朱瑞，要求朱瑞反袁并宣布浙江独立。朱瑞奉袁世凯的命令对这些议员进行查办。莫永贞遂逃到日本。1915年，他成为朱瑞的幕僚，曾试图劝朱瑞反袁世凯，但未果。1916年4月，朱瑞被驱逐出浙江，浙江加入护国运动。1916年4月到9月，他任浙江省参议会参议员。1916年5月至1917年2月，他任浙江省财政厅厅长。1917年起，他历任苏浙太湖水利局会办、江浙渔业局总办、国宪起草委员会委员、浙江省自治法会议副主席等职。
后来，他离开政界居住在上海。1928年，他病逝于上海。

## 著作
其子莫庸将他的著作辑成《爱余室遗集》